# بهرام ميرزا
بهرام ميرزا معز الدولة (بالفارسية: بهرام میرزا معزالدوله) (1806م - 21 أكتوبر 1882م) هو أمير قاجاري ورجل دولة إيراني وحاكم في الدولة القاجارية. كان الابن الثاني لولي العهد عباس ميرزا، وقد تولى منصب وزير العدل من سنة 1878م إلى وفاته سنة 1882م.
بدأ بهرام ميرزا العمل في الحُكومة لأول مرة في عام 1828م عندما حكم خوي لفترة وجيزة. بعد وفاة جده الملك فتح علي شاه في 24 أكتوبر 1834 اندلع صراع على العرش. ساعد بهرام ميرزا أخاه الأكبر محمد شاه قاجار في هزيمة بعض الأمراء المتمردين وعُين حاكمًا على كرمانشاه وخوزستان ولرستان.
قاد بهرام ميرزا حملة لمواجهة البختياريين المتمردين، والتي انتهت بهدنة. توقفت فترة ولاية بهرام ميرزا بعد فترة وجيزة بسبب شكاوى سكانها، وتولى بعد ذلك مناصب أخرى، بما في ذلك حاكم أذربيجان من سنة 1858م إلى 1860م ورئيس المجلس العسكري من 1865م إلى 1868م. خلال هذه الفترة، قام بتأليف دليل التدريبات العسكرية نظام الناصري. وكان منصبه الأخير وزيراً للعدل من عام 1878م إلى عام 1882م.